# Kerncentrale Krim
Kerncentrale Krim (Oekraïens: Кримська АЕС, Russisch: Крымская АЭС) is een onafgebouwde kerncentrale op het schiereiland Krim.
De bouw in de tijd van de Sovjet-Unie is begonnen in 1976. De nabijgelegen stad Sjtsjolkino is gebouwd in 1978 om de bouwvakkers die werkten aan het project te kunnen huisvesten. Na de kernramp van Tsjernobyl werd de locatie extra geïnspecteerd. Bij deze controle bleek het gebouw op een geologisch instabiele locatie te staan. De bouw werd daarop stilgelegd. Na het uiteenvallen van de Sovjet-Unie was er geen geld meer om het project af te maken. De ruïne is nu een geliefde plek voor fotografen en kunstenaars. Tussen 1993 en 1999 was de centrale de locatie voor het muziekfestival Kazantip.